# Pentecoste (kommun)
Pentecoste är en kommun i Brasilien.   Den ligger i delstaten Ceará, i den östra delen av landet, 1 600 km nordost om huvudstaden Brasília. Antalet invånare är 35 412.
Följande samhällen finns i Pentecoste:
- Pentecoste

Omgivningarna runt Pentecoste är huvudsakligen savann. Runt Pentecoste är det glesbefolkat, med 8 invånare per kvadratkilometer.